# 20 Przemyska Brygada Obrony Terytorialnej
20 Przemyska Brygada Obrony Terytorialnej im. gen. dyw. Stefana Roweckiego, ps. „Grot” (20 PBOT) – związek taktyczny Wojsk Obrony Terytorialnej Wojska Polskiego.

## Historia
18 marca 2021 minister Mariusz Błaszczak podczas odprawy w Zegrzu podpisał decyzję, na mocy której do stanu istniejącego dodano trzy nowe Brygady Wojsk Obrony Terytorialnej:
- 18 Stołeczna Brygada Obrony Terytorialnej w Warszawie
- 19 Nadbużańska Brygada Obrony Terytorialnej w Chełmie
- 20 Przemyska Brygada Obrony Terytorialnej w Przemyślu

Decyzją Nr 44/MON Ministra Obrony Narodowej z dnia 19 maja 2023 20. PBOT:
- nadano dziedzictwo tradycji:
  - 4. Brygady Korpusu Ochrony Pogranicza (1925 – 1934),
  - Brygady Korpusu Ochrony Pogranicza „Podole” (1934 – 1939);
- otrzymuje imię gen. dyw. Stefana Roweckiego, ps. „Grot”
- święto brygady ustanowiono na dzień 15 czerwca

Insygnia
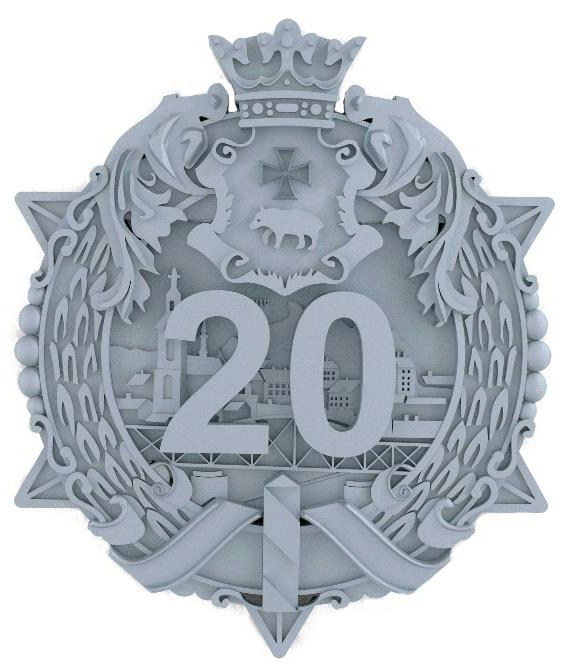
Odznaka pamiątkowa
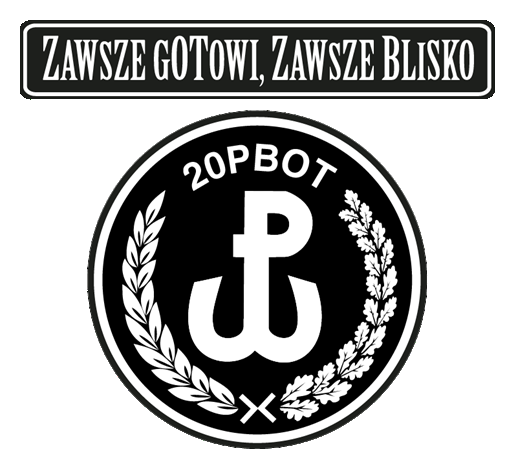
Oznaka rozpoznawcza na mundur wyjściowy
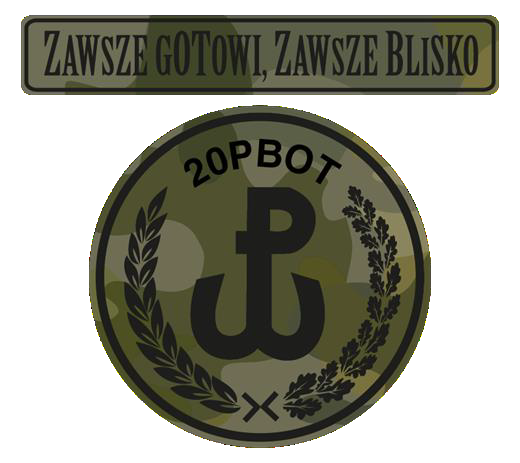
Oznaka rozpoznawcza na mundur polowy

## Struktura organizacyjna[2]
Stan na 2025 r.
- Batalion Logistyczny – Przemyśl
  - d-ca: mjr. Arkadiusz Kowal

- Dowództwo Brygady – Przemyśl
  - d-ca: płk. Daniel Błotko
- 201 Batalion Obrony Pogranicza – Przemyśl
  - d-ca: ppłk. Bernard Szczęśniak
- 202 Batalion Lekkiej Piechoty – Jarosław
  - d-ca: ppłk. Marcin Płętnik
- 203 Batalion Obrony Pogranicza – Sanok[3]
  - d-ca: ppłk. Gerard Widziewicz